# Arne Garborg

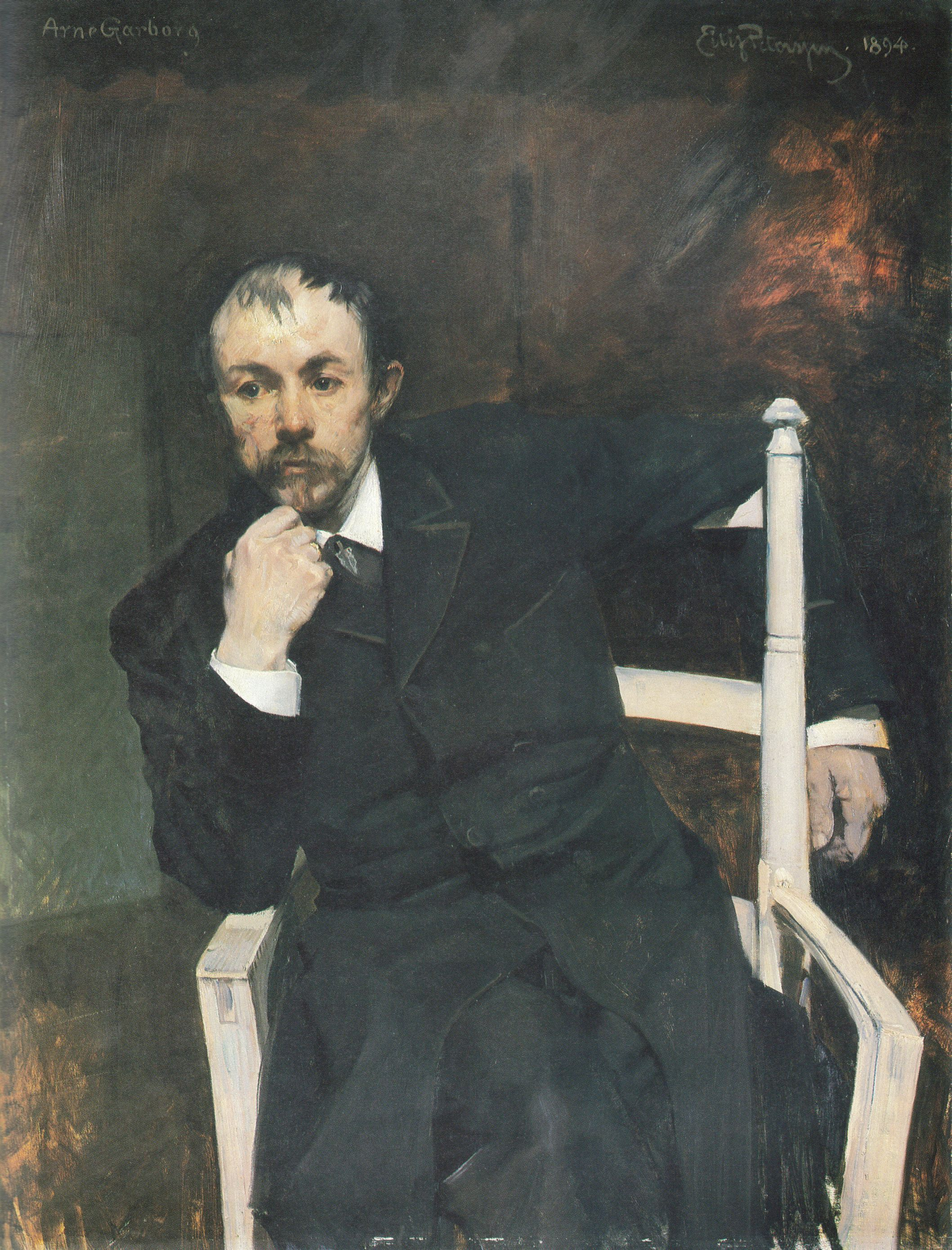
Pintura de Arne Garborg por Eilif Peterssen, em 1894.

Arne Garborg, de seu nome Aadne Eivindsson Garborg, (25 de janeiro de 1851 — 14 de janeiro de 1924) foi um escritor norueguês.
Garborg defendeu o uso de Landsmål (actualmente conhecido como Nynorsk, ou novo norueguês), como língua literária, tendo traduzido a Odisseia para Nynorsk. Fundou o semanário Fedraheim em 1877, no qual defendeu reformas em muitas esferas, incluindo políticas, sociais, religiosas, agrária e linguística. Era casado com Hulda Garborg.

## Vida e carreira

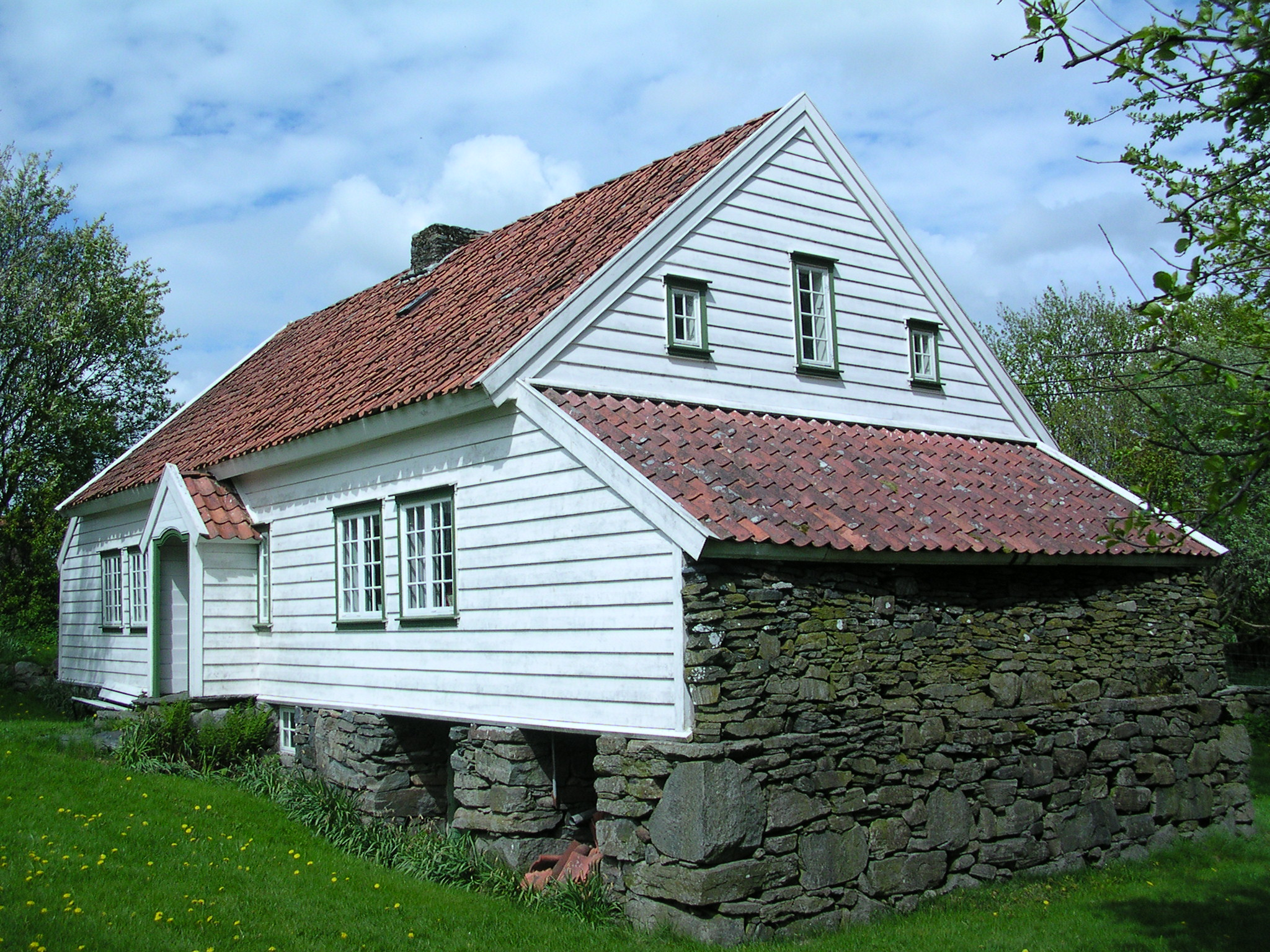
A casa onde Garborg nasceu em Jæren é agora um museu.

Garborg cresceu numa quinta chamada Garborg, perto de Undheim, em Time; município de Jæren localizada no distrito de Rogaland. Cresceu junto aos seus oito irmãos. Embora viesse a tornar-se conhecido como escritor, foi como jornalista que deu os primeiros passos. Em 1872 fundou o jornal Tvedestrandsposten e em 1877 o Fedraheimen em que foi editor-chefe até 1892. Na década de 1880, também foi jornalista no Dagbladet. Em 1894 preparou as bases, juntamente com Rasmus Steinsvik, para o jornal Den 17 de Mai; que mudou o seu nome para Norsk Tidend em 1935.
Os seus romances são profundos e emocionantes enquanto os seus ensaios são claros e esclarecedores. Não era propenso a afastar-se de uma polémica. A sua obra abordou as questões da actualidade, incluindo a relevância da religião nos tempos modernos, os conflitos entre identidade nacional e Europeia e a capacidade das pessoas comuns para participar efectivamente nas decisões e processos políticos.
Em 2012 o Centro Garborg abriu em Bryne, Time. É dedicado à literatura e filosofia de Arne e da sua esposa, Hulda. Várias das suas residências foram transformadas em museus, como em Garborgheimen, Labråten, Kolbotn e Knudaheio.

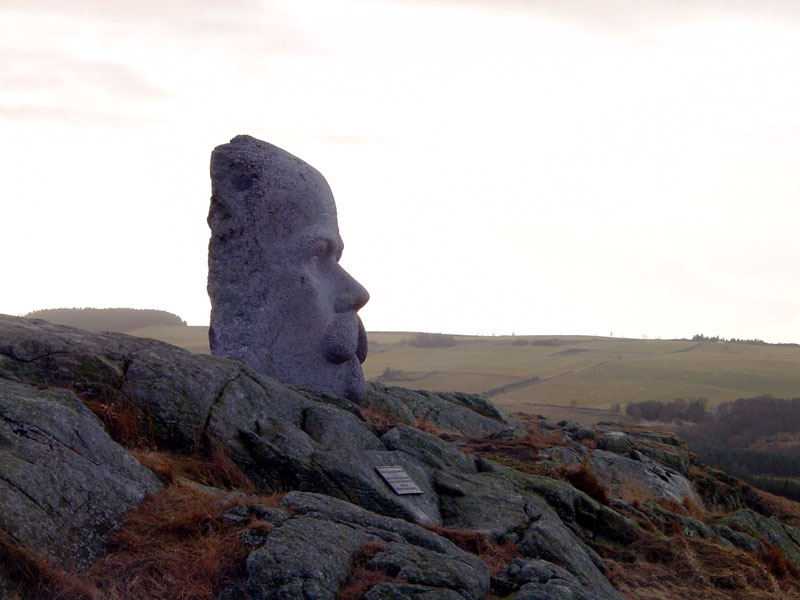
Escultura em pedra de Arne Garborg, localizada em Knudaheio onde viveu.

### Bibliografia

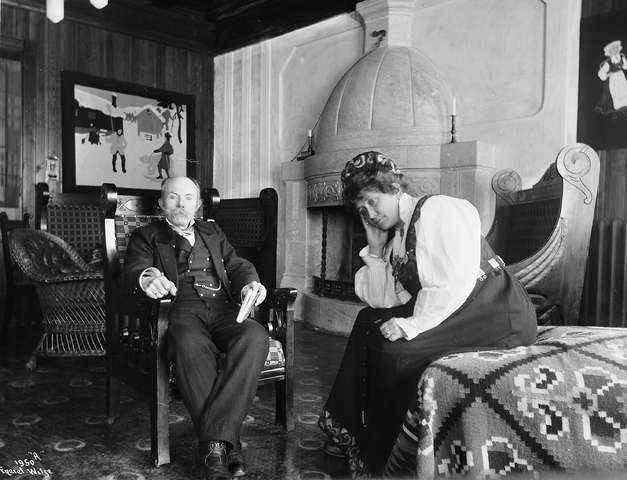
Garborg com a esposa Hulda em 1910.

### Citações
"Diz-se que com dinheiro pode-se ter tudo, mas não pode. Pode-se comprar comida, mas não o apetite; remédios, mas não a saúde; conhecimento, mas não a sabedoria; brilho, mas não a beleza; divertimento, mas não a alegria; conhecidos, mas não amigos; servos, mas não a fidelidade; lazer, mas não a paz. Pode-se ter a exterioridade de tudo, mas não o seu âmago."

## Ligações Externas
- Arne Garborg, Columbia Encyclopedia
- Livros e manuscritos de Garborg digitalizados pela Biblioteca Nacional da Noruega lig&searchString=creator:%22garborg,arne%22
- Link para o texto do conjunto de poemas Haugtussa de Garborg, que exalta a paisagem de Jæren onde cresceu e onde ele também construiu a sua casa/estúdio "Knudaheio", em biphome.spray.se, .
- Acesso a todas as suas obras, em UiO.no
- Obras de Arne Garborg (em inglês) no Projeto Gutenberg
- Centro Garborg